# Supersystem
Supersystem (El Guapo) — гурт з Вашингтона, округ Колумбія. Гурт існував у 1997-2006 роках.
Музичний стиль гурту містить елементи року, панку, поп-музики та танцювальної музики.
Початкова назва гурту — El Guapo.
Склад El Guapo (1997-2003):
- Піт Кафарелла (Pete Cafarella) — клавішник,
- Рафаель Коен (Rafael Cohen) — гітарист,
- Джастін Моєр (Justin Moyer) («Justin Destroyer») — басист,
- Нейт Сміт (Nate Smith) — барабанщик.

Сміт залишив гурт ще до того, як вони підписали контракт з незалежним лейблом Dischord Records.
У 2005 році замість барабанщика Нейта Сміта прийшов Джошуа Блер (Joshua Blair), після цього гурт змінив назву на Supersystem.
Гурт розпався в листопаді 2006 року.
Джастін Моєр є учасником гурту E.D. Sedgwick (Justin Moyer — бас, Ryan Hicks — барабани) та записується і гастролює разом з Джейсоном Хатто (The Aquarium, Motor Cycle Wars, Soccer Team), а також є учасником гурту Antelope;
Джошуа Блер грає в гурті Orthrelm;
Кафарелла і Сміт грають у дуеті Shy Child;
Рафаель Коен співпрацював з Molly Schnick (гурт Out Hud) та є учасником гурту !!! (Chk, Chk, Chk).

## Дискографія
| Дата випуску | Назва альбому                | Назва гурту | Рекорд-лейбл               |
| 1997         | Untitled 7"                  | El Guapo    | Red Skies at Night Records |
| 1998         | The Burden of History        | El Guapo    | Resin Records              |
| 1999         | The Phenomenon of Renewal    | El Guapo    | Resin Records              |
| 2000         | The Geography of Dissolution | El Guapo    | Mud Memory Records         |
| 2001         | super/system                 | El Guapo    | Dischord Records           |
| 2002         | Fake French                  | El Guapo    | Dischord Records           |
| 2003         | Begin Live Transmission      | El Guapo    | Dischord Records           |
| 2005         | Always Never Again           | Supersystem | Touch and Go Records       |
| 2005         | Born Into the World/Defcon   | Supersystem | Touch and Go Records       |
| 2005         | Miracle                      | Supersystem | Touch and Go Records       |
| 2006         | A Million Microphones        | Supersystem | Touch and Go Records       |